# Paullinia dasystachya
Paullinia dasystachya är en kinesträdsväxtart som beskrevs av Ludwig Radlkofer. Paullinia dasystachya ingår i släktet Paullinia och familjen kinesträdsväxter. Inga underarter finns listade i Catalogue of Life.